# Финале Европског првенства у фудбалу 1980.
Финале Eвропског првенства у фудбалу 1980. је била фудбалска утакмица која се одиграла 22. јуна 1980. на стадиону Олимпико у Риму, у коме се сазнао нови европски шампион. У финалу су играли Западна Немачка против Белгије. Западна Немачка је савладала Белгију резултатом 2:1.
Голове у финалу су постигли Хорст Хрубеш у 10. и 88. минуту утакмице за Западну Немачку и Рене Вандерејкен у 72. минуту из једанаестерца за Белгију.

## Пут до финала

#### Група 1
| 11. јун 1980. у Риму 17,45    |   |                 |           |
| Западна Немачка               | - | Чехословачка    | 1:0 (0:0) |
| 14. јуна 1980. у Напуљу 17,45 |   |                 |           |
| Западна Немачка               | - | Холандија       | 3:2 (1:0) |
| 17. јун 1980. у Торину 20,30  |   |                 |           |
| Грчка                         | - | Западна Немачка | 0:0       |

#### Група 2
| 12. јуна 1980. у Торину 17,45 |   |          |           |
| Белгија                       | - | Енглеска | 1:1 (1:1) |
| 15. јуна 1980. у Милану 17,45 |   |          |           |
| Белгија                       | - | Шпанија  | 2:1 (1:1) |
| 18. јуна 1980. у Риму 20,30   |   |          |           |
| Белгија                       | - | Италија  | 0:0       |

## Детаљи утакмице
| 1. Финалиста                         | Резултат | 2. Финалиста |
| ------------------------------------ | --- | --- |
| Западна Немачка ·                    | 2 : 1 (1:0) | Белгија · |
| Датум                                | 22. јун, 1980. | 22. јун, 1980. |
| Стадион                              | Стадион Олимпико, Рим | Стадион Олимпико, Рим |
| Гледалаца                            | 47.864 | 47.864 |
| Судија                               | Николаје Рајинеа СР Румунија | Николаје Рајинеа СР Румунија |
| Западна Немачка (тренер: Јуп Дервал) | Харалд Шумахер, Манфред Калц, Карлхајнц Ферстер, Ули Штилике, Бернард Диц, Бернд Шустер, Ханс-Петер Бригел (55‘ Бернард Кулман), Ханс Милер, Карл-Хајнц Румениге, Хорст Хрубеш, Клаус Алофс | Харалд Шумахер, Манфред Калц, Карлхајнц Ферстер, Ули Штилике, Бернард Диц, Бернд Шустер, Ханс-Петер Бригел (55‘ Бернард Кулман), Ханс Милер, Карл-Хајнц Румениге, Хорст Хрубеш, Клаус Алофс |
| Белгија (тренер: Ги Тис)             | Жан-Мари Пфаф, Ерик Герец, Лук Милекамп, Валтер Меувс, Мишел Ренкен, Вилфрид ван Мојер, Рене Вандерејкен, Жулијен Колс, Рејмонд Моменс, Франсоа ван дер Елст, Јан Кулеманс                  | Жан-Мари Пфаф, Ерик Герец, Лук Милекамп, Валтер Меувс, Мишел Ренкен, Вилфрид ван Мојер, Рене Вандерејкен, Жулијен Колс, Рејмонд Моменс, Франсоа ван дер Елст, Јан Кулеманс                  |
| Стрелци                              | 1:0 Хрубеш 10', 1:1 Вандерејкен 72'(пен, 2:1 Хрубеш 88', | 1:0 Хрубеш 10', 1:1 Вандерејкен 72'(пен, 2:1 Хрубеш 88', |
| Картони                              | Западна Немачка: Карлхајнц Ферстер — Белгија: Франсоа ван дер Елст, Лук Милекамп, Рене Вандерејкен                                                                                          | Западна Немачка: Карлхајнц Ферстер — Белгија: Франсоа ван дер Елст, Лук Милекамп, Рене Вандерејкен                                                                                          |